# Pedicelo (insectos)
En los insectos se llama pedicelo al artejo situado entre el escapo y el primer artejo del flagelo de las antenas anilladas, que carece de musculatura y alberga el órgano de Johnston.